# Джасте В'ячеслав Мадинович
В'ячеслав Мадинович Джасте (рос. Джасте Вячеслав Мадинович; нар. 12 травня 1986, аул Тахтамукай, Тахтамукайський район, Адигейська автономна область, РРФСР, СРСР) — російський борець греко-римського стилю, бронзовий призер чемпіонату світу, бронзовий призер чемпіонату Європи. Майстер спорту Росії міжнародного класу з греко-римської боротьби.

## Життєпис
Боротьбою почав займатися з 1992 року. У 2001 році став чемпіоном Європи серед кадетів, наступного року повторив цей успіх на цих же змаганнях.
Виступав за Спортивний клуб армії, Краснодар. Тренери — Руслан Заремук, Олександр Козир. Чемпіон Росії (2006, 2009). Срібний (2007, 2010, 2011) і бронзовий (2008) призер чемпіонатів Росії. Завершив спортивну кар'єру в 2013 році.
Випускник Кубанського державного університету фізичної культури, спорту і туризму за фахом «тренер-викладач» (Краснодар, 2009). У 2015 році закінчив Адигейський державний університет за спеціальністю «юриспруденція». Працював спортсменом-інструктором ДЮСШ Тахтамукайського сільського поселення. Згодом став директором ТОВ «Роселітбуд» (рос. ООО «Росэлитстрой»).

### Політична діяльність
У 2009 році обраний депутатом по Тахтамукайському сільському поселенню. У 2011 році обраний депутатом Державної Ради-Хасе Республіки Адигея 5-го скликання, а потім і 6-го скликання. В обох складах Державної Ради був членом фракції «Єдина Росія».

## Державні та республікансткі нагороди
- Медаль ордена «За заслуги перед Вітчизною» II ступеня
- Пам'ятний знак «Державна Рада-Хасе Республіки Адигея. XX років»

## Спортивні результати на міжнародних змаганнях

### Виступи на Чемпіонатах світу
| Змагання                        | Збірна | Вагова категорія                 | Місце  |
| ------------------------------- | ------ | -------------------------------- | ------ |
| Чемпіонат світу з боротьби 2006 | Росія  | греко-римська боротьба, до 60 кг | Бронза |

### Виступи на Чемпіонатах Європи
| Змагання                         | Збірна | Вагова категорія                 | Місце  |
| -------------------------------- | ------ | -------------------------------- | ------ |
| Чемпіонат Європи з боротьби 2006 | Росія  | греко-римська боротьба, до 60 кг | Бронза |

### Виступи на інших змаганнях
| Змагання                                 | Збірна | Вагова категорія                 | Місце  |
| ---------------------------------------- | ------ | -------------------------------- | ------ |
| Турнір Дана Колова — Николи Петрова 2007 | Росія  | греко-римська боротьба, до 60 кг | Бронза |
| Всесвітні ігри військовослужбовців 2007  | Росія  | греко-римська боротьба, до 60 кг | Золото |
| Гран-прі Німеччини з боротьби 2010       | Росія  | греко-римська боротьба, до 60 кг | Бронза |
| Турнір Івана Піддубного 2011             | Росія  | греко-римська боротьба, до 60 кг | 20     |
| Кубок Ядегара Імама 2011                 | Росія  | греко-римська боротьба, до 60 кг | 5      |
| Меморіал Іона Корнеану 2011              | Росія  | греко-римська боротьба, до 60 кг | Бронза |
| Турнір Івана Піддубного 2013             | Росія  | греко-римська боротьба, до 60 кг | 16     |

### Виступи на змаганнях молодших вікових груп
| Змагання                                       | Збірна | Вагова категорія                 | Місце  |
| ---------------------------------------------- | ------ | -------------------------------- | ------ |
| Чемпіонат Європи з боротьби серед кадетів 2001 | Росія  | греко-римська боротьба, до 50 кг | 5      |
| Чемпіонат Європи з боротьби серед кадетів 2002 | Росія  | греко-римська боротьба, до 54 кг | Золото |
| Чемпіонат Європи з боротьби серед кадетів 2003 | Росія  | греко-римська боротьба, до 58 кг | Золото |